# Artis

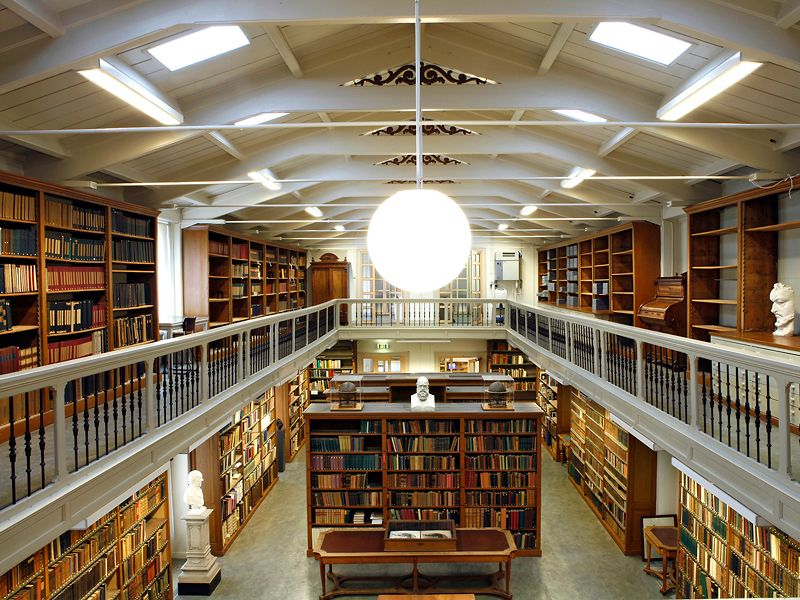
UvA Artis bibliotek

Artis är en djurpark i Amsterdam, Nederländerna. Dess fulla namn är egentligen Natura Artis Magistra, men går under kortformen Artis i Nederländerna. Natura Artis Magistra är latin och betyder naturen är konstens lärare/mästare.
Artis grundades 1838 av Gerard Westerman, J.W.H. Werlemann och J.J. Wijsmuller  och har varit en av de viktigaste djurparkerna i världen, när det fortfarande var mer av ett vetenskapligt institut.
I Artis levde den sista kvaggan i fångenskap och dog där år 1883.
I Artis traditioner att vara en kunskapsförmedlare ingår också ett eget bibliotek som öppnades 1887, som innehåller 20 000 böcker, 3000 manuskript och 80 000 avbildningar av djur.
På senare år har det varit ett flertal ombyggnadsprojekt i parken. Det senaste är att utöka parken med ett intilliggande parkeringsområde och där anlägga en ny och större frianläggning för elefanterna.

## Bilder

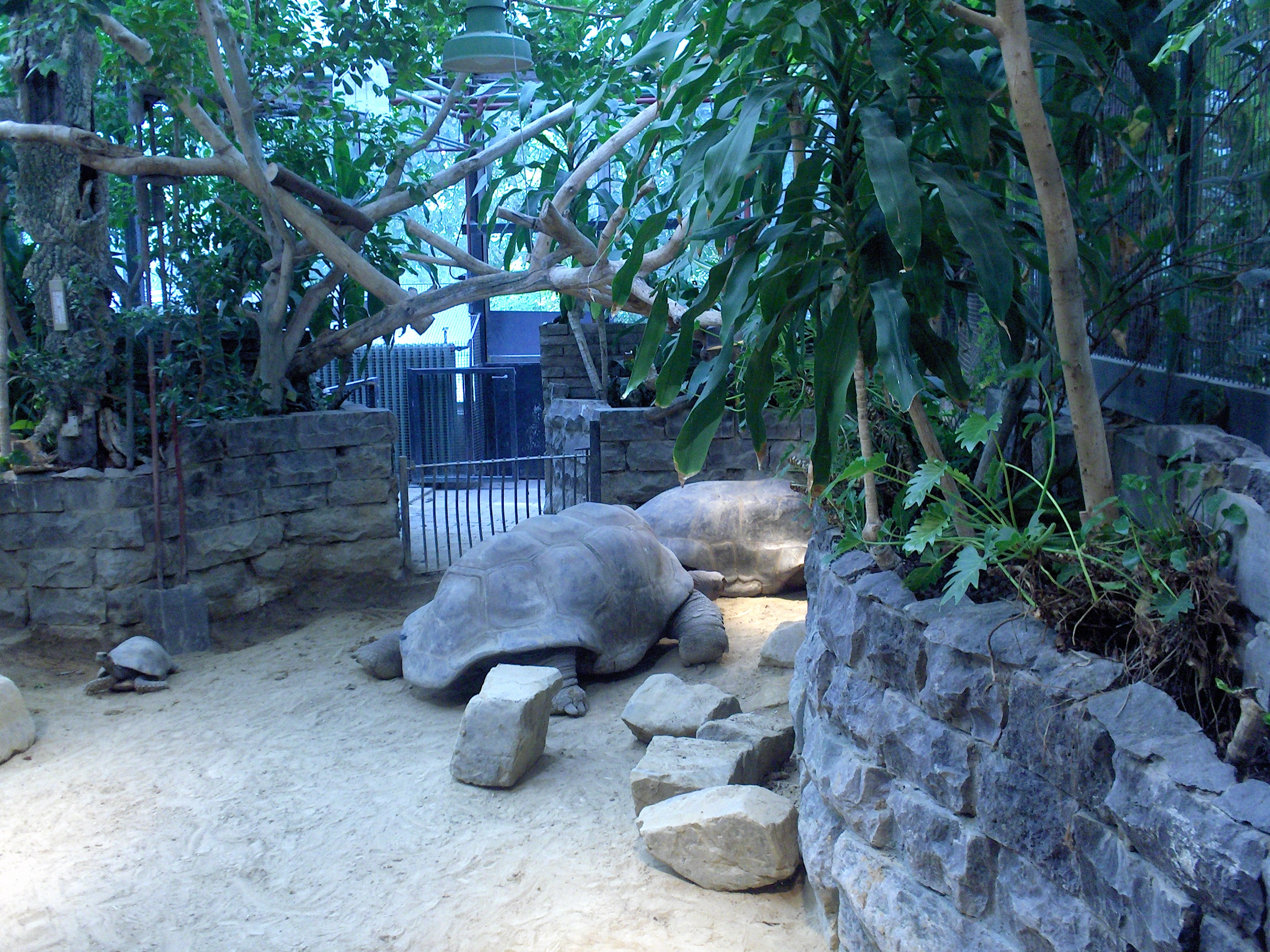
Aldabrasköldpaddor.
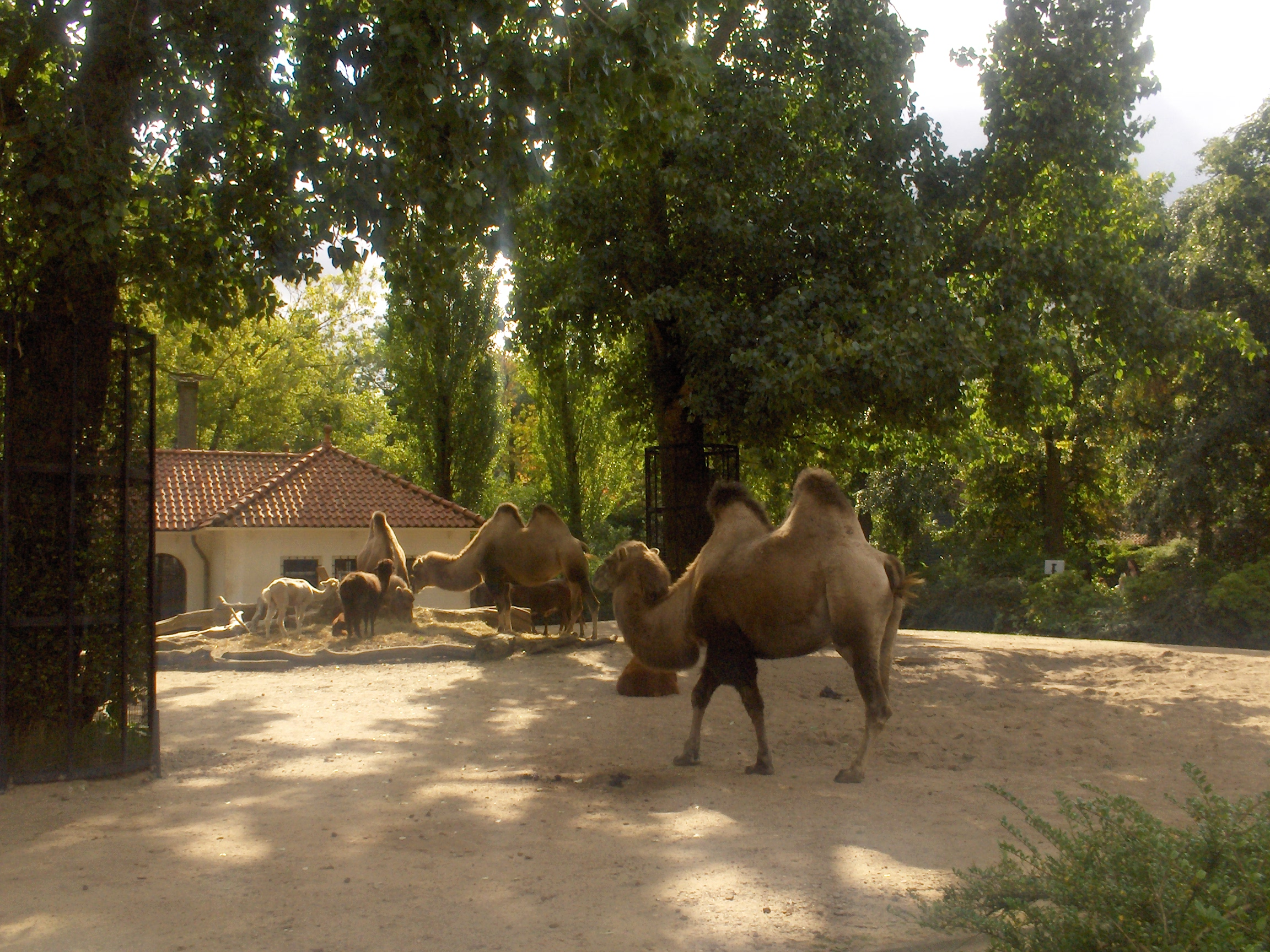
Kameler.
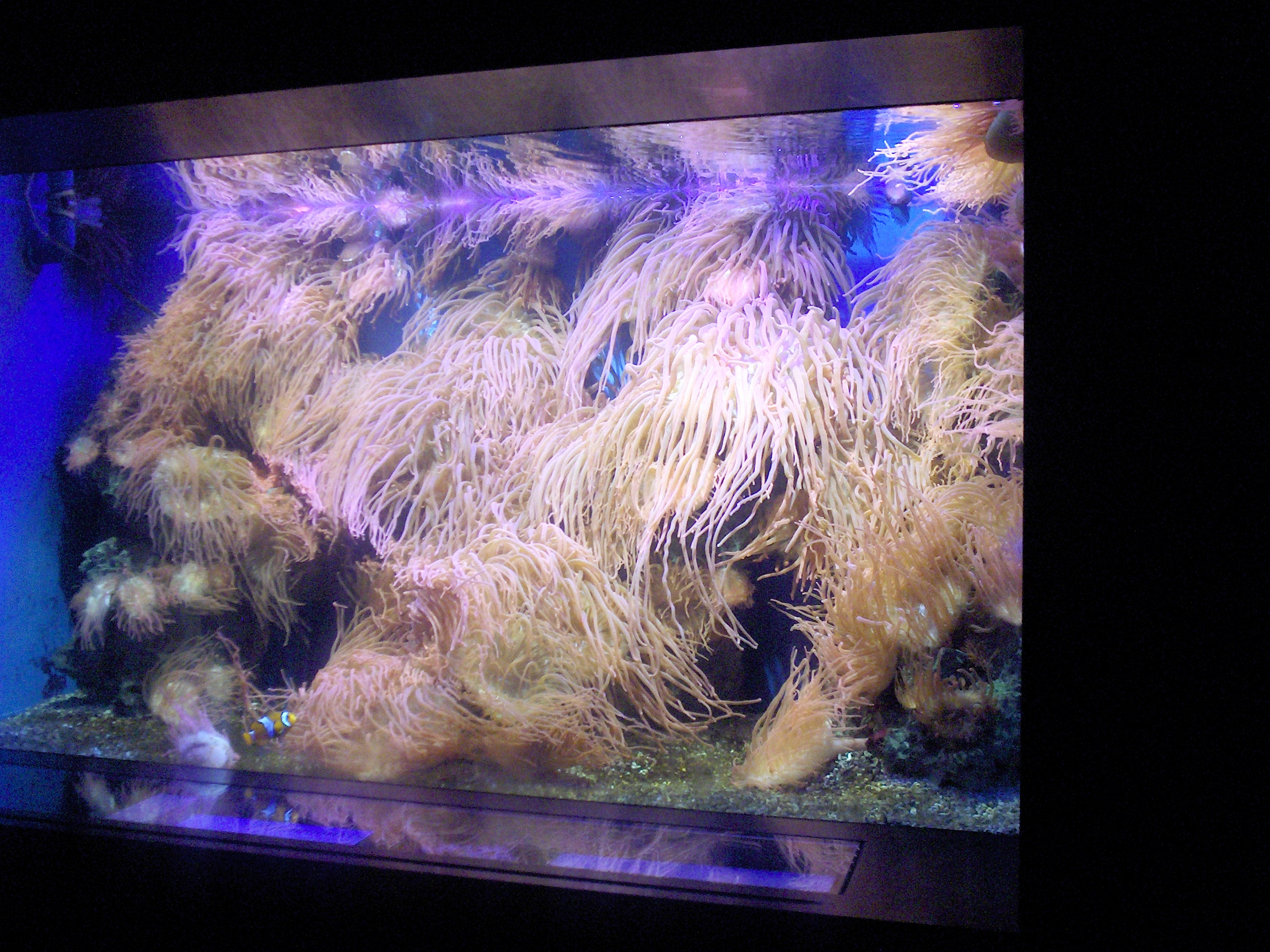
Artis akvarium.
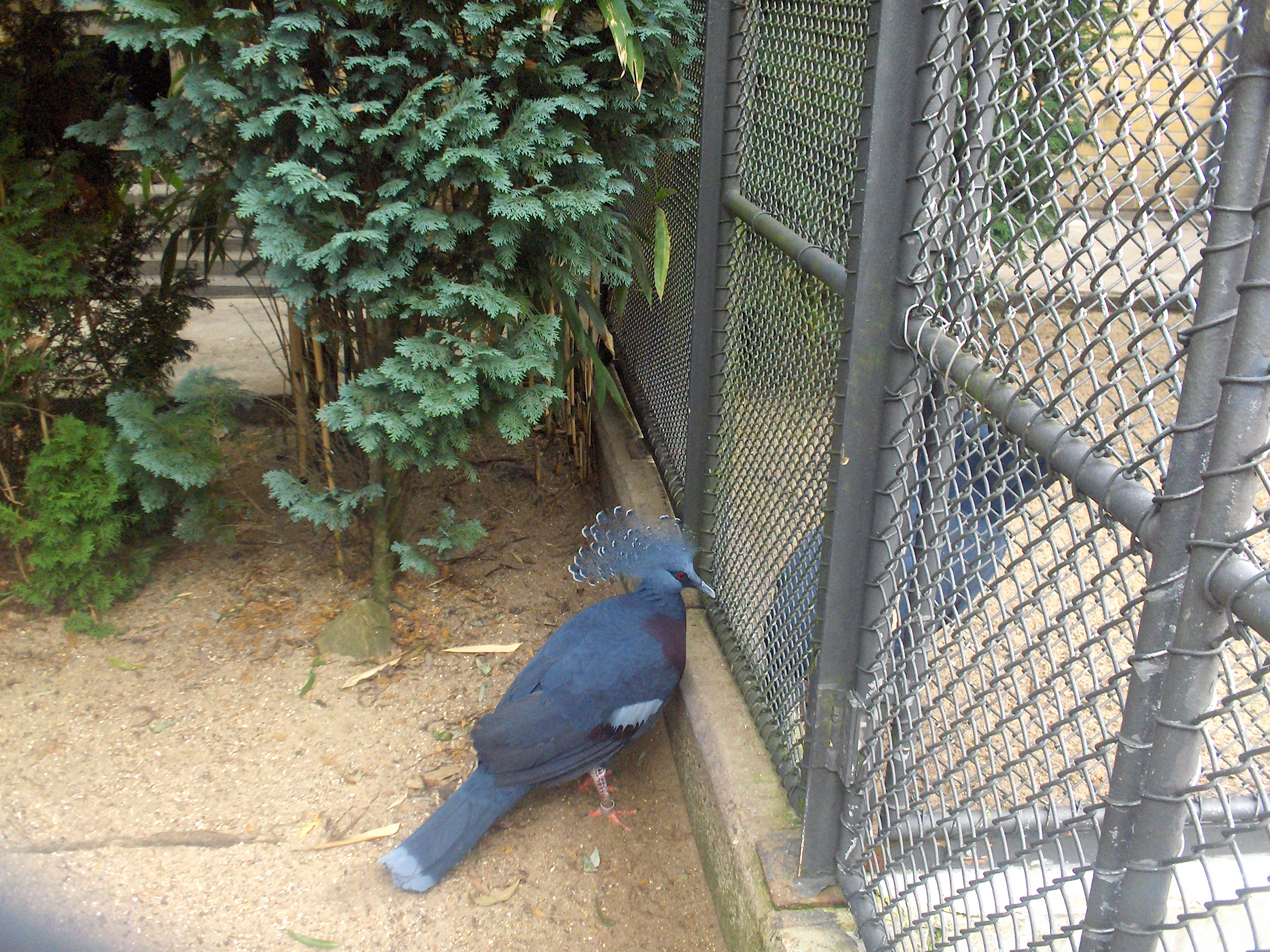
Kronduva.
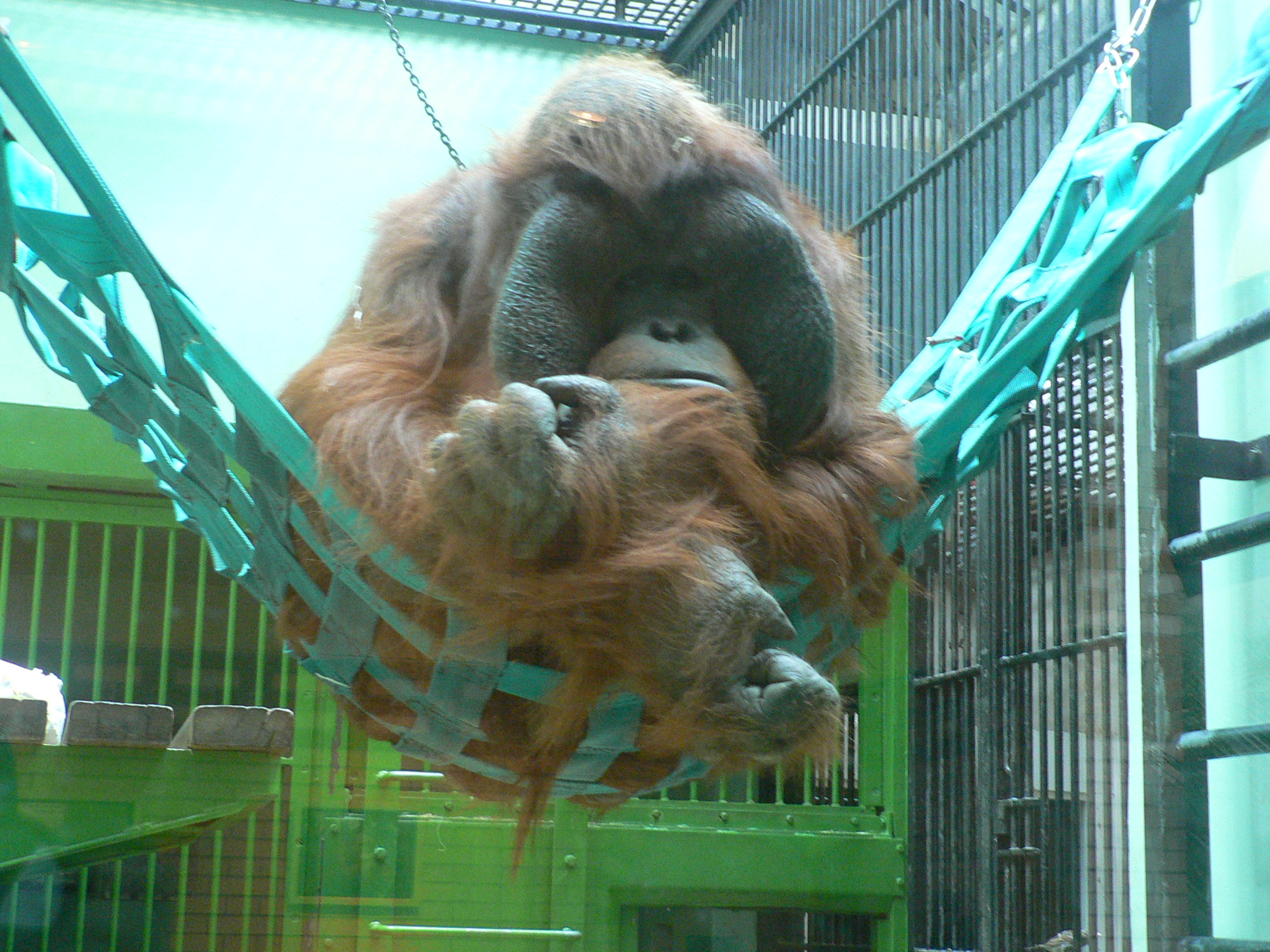
Orangutang.
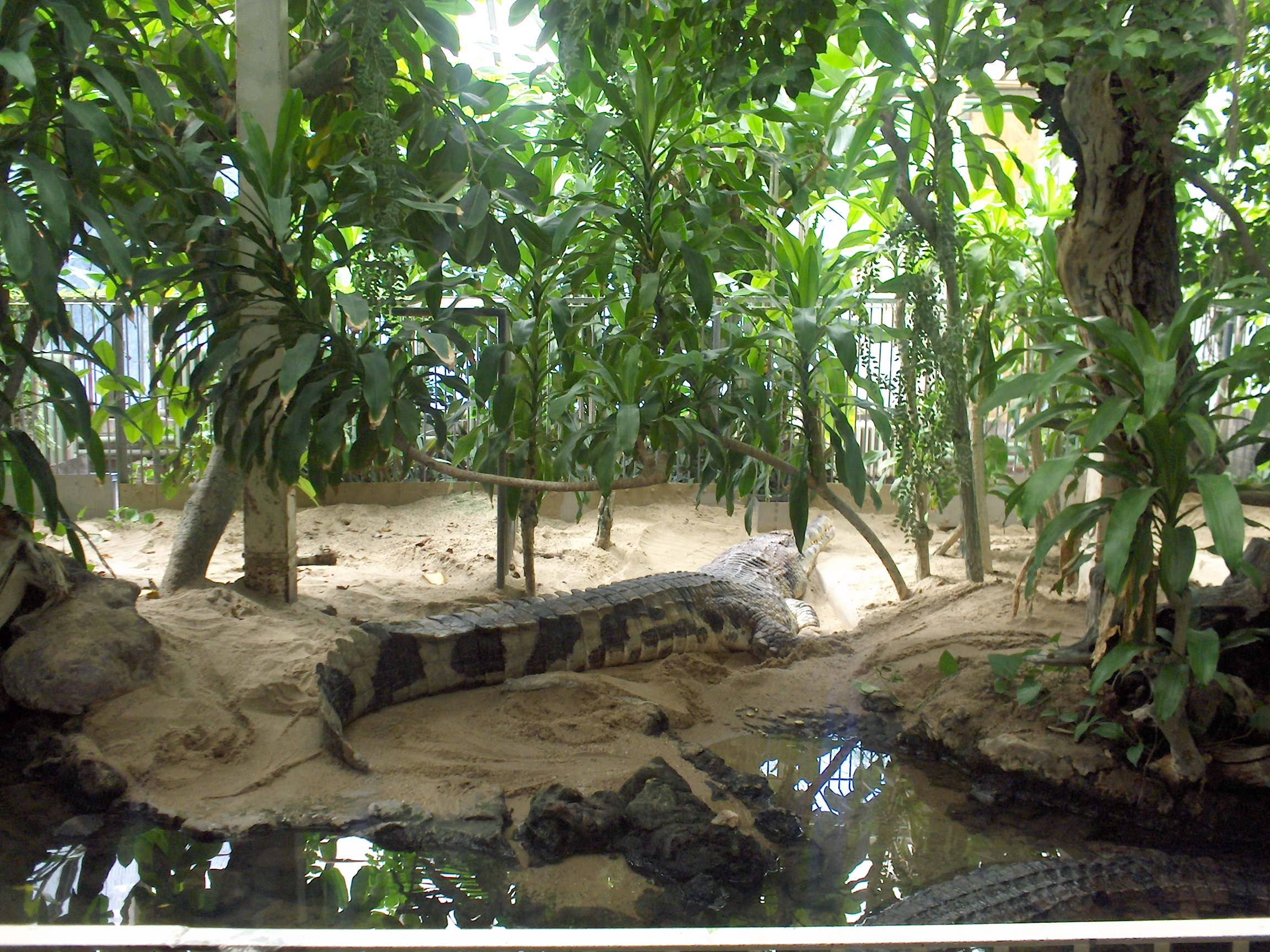
Krokodiler.
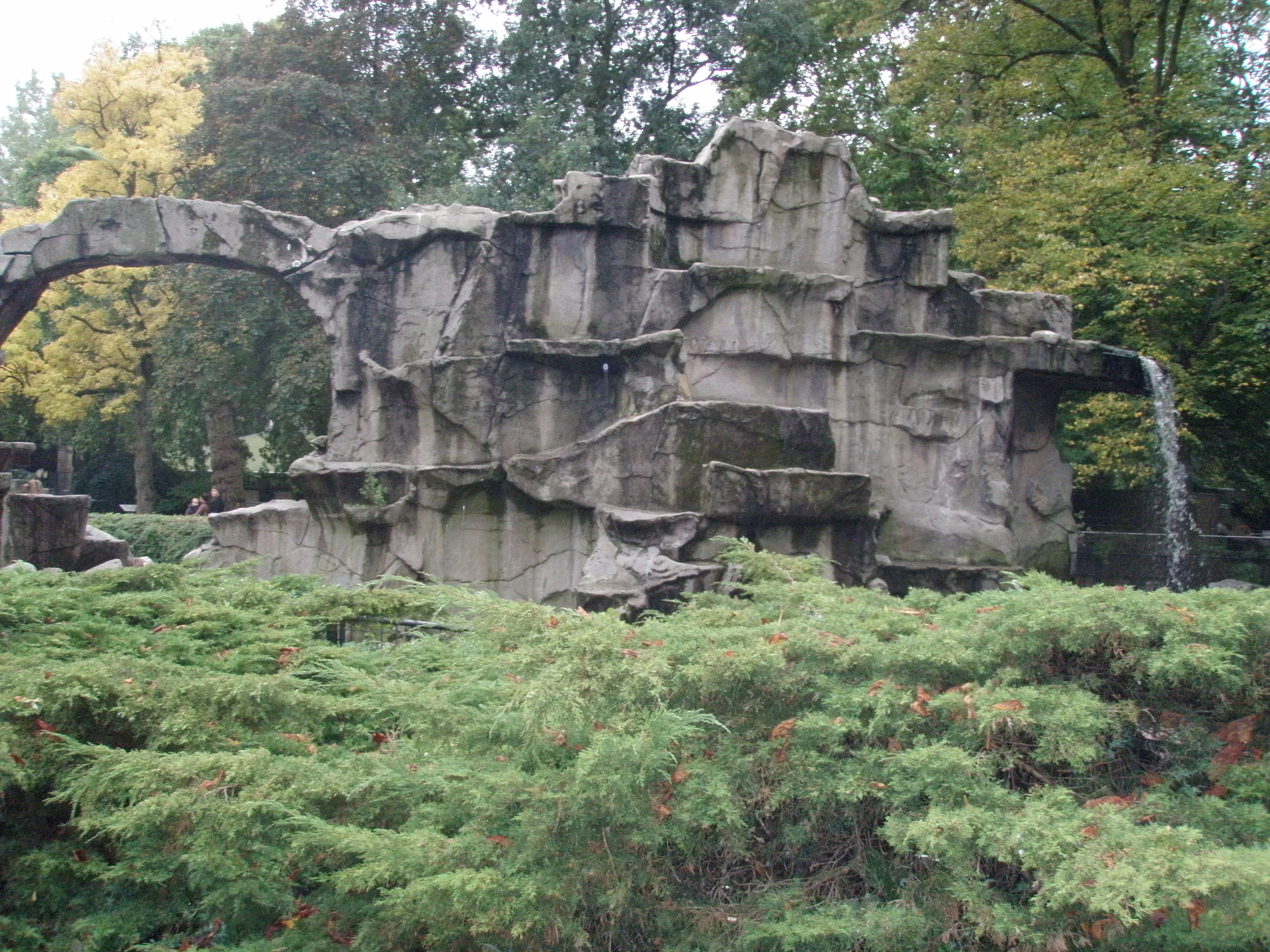
Dreams - en klippfasad i Artis.